# Robert Busch (Eishockeyspieler)
Robert Busch (* 17. März 1974 in Vancouver, British Columbia) ist ein ehemaliger deutsch-kanadischer Eishockeyspieler, der unter anderem für die Krefeld Pinguine, Moskitos Essen, Frankfurt Lions, Kassel Huskies und Augsburger Panther in der Deutschen Eishockey Liga (DEL) aktiv war.

## Karriere
Rob Busch, der zwar in Kanada geboren wurde, wegen seines deutschen Vaters aber auch die deutsche Staatsangehörigkeit besitzt, kam als Nachwuchsspieler in den 1990er Jahren zum Vorläufer der Eishockey Jugend Kassel. Seine Karriere im Seniorenbereich begann in der Saison 1994/95 in der zweiten Mannschaft des Krefelder EV (KEV), die in der 2. Liga, der damals dritthöchsten deutschen Spielklasse, aktiv war. In der Spielzeit 1995/96 wurde er auch zwölfmal bei den Pinguinen, dem Profiteam des KEV in der Deutschen Eishockey Liga (DEL), eingesetzt, konnte sich dort aber nicht durchsetzen. So wechselte er während der Saison zum Zweitligisten Iserlohner EC. Nachdem er dort im Sommer 1996 keinen neuen Vertrag erhalten hatte, ging er zurück in die 2. Liga zum Gelsenkirchener EC. Dort spielte er drei Jahre, bevor er für zwei Spielzeiten bei den Ratinger Ice Aliens in der Oberliga aktiv war.
Nach sieben Jahren im unterklassigen Bereich gelang Busch bei den Moskitos Essen in der Saison 2001/02 der Durchbruch in der DEL. Noch während seiner Zeit in Ratingen hatte er probeweise einige Trainingseinheiten bei den Moskitos absolviert, in denen er den Cheftrainer Mike Zettel von sich überzeugen konnte. Nach der Spielzeit 2002/03 wurde den Moskitos die Lizenz entzogen und der Stürmer wechselte zu den Frankfurt Lions. Ein Jahr später wurde er von den Kassel Huskies unter Vertrag genommen. Die Saison 2004/05 begann er bei den Victoria Salmon Kings in der ECHL, bevor er im November 2004 von den Augsburger Panthern als Ersatz für den verletzten Robert Brezina verpflichtet wurde. In der Spielzeit 2005/06 absolvierte er noch ein Spiel für die Moskitos Essen in der 2. Bundesliga und beendete anschließend seine Karriere.
Im Kinofilm Miracle – Das Wunder von Lake Placid spielte Busch einen Spieler der sowjetischen Eishockeynationalmannschaft.

## Karrierestatistik
(Legende zur Spielerstatistik: Sp oder GP = absolvierte Spiele; T oder G = erzielte Tore; V oder A = erzielte Assists; Pkt oder Pts = erzielte Scorerpunkte; SM oder PIM = erhaltene Strafminuten; +/− = Plus/Minus-Bilanz; PP = erzielte Überzahltore; SH = erzielte Unterzahltore; GW = erzielte Siegtore; 1 Play-downs/Relegation; Kursiv: Statistik nicht vollständig)